# Frankenstraße 75 (Stralsund)

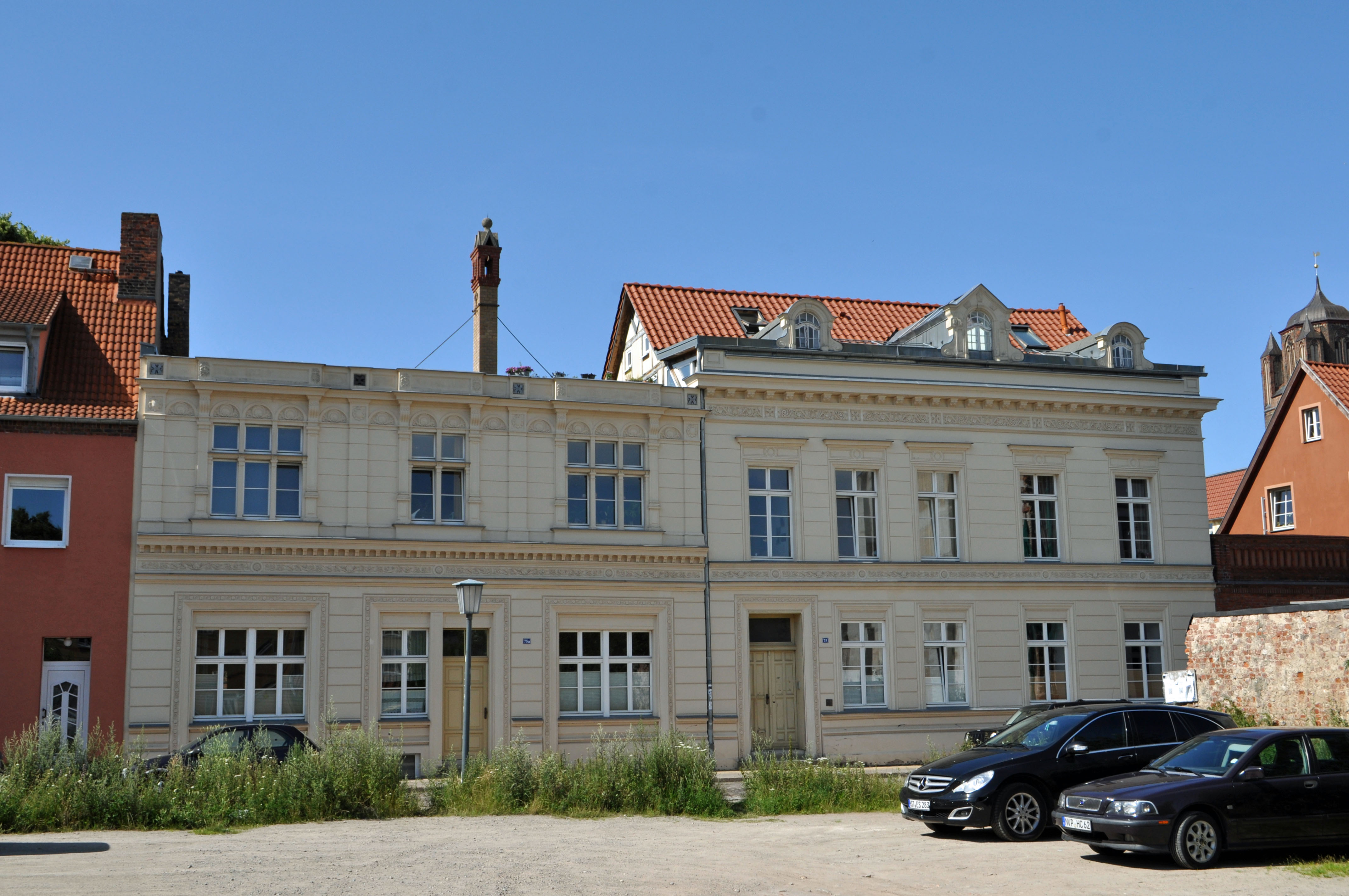
Das Haus Frankenstraße 75 Stralsund (2013)

Das Haus mit der postalischen Adresse Frankenstraße 75 ist ein unter Denkmalschutz stehendes Gebäude in der Frankenstraße in Stralsund.
Das zweigeschossige Doppelhaus wurde in der zweiten Hälfte des 19. Jahrhunderts in mehreren Bauabschnitten errichtet.
Der östliche, fünfachsige Teil des Komplexes entstand um das Jahr 1860 und wurde im Jahr 1903 mit drei Gauben versehen. Putznutung und reiche Stuckfriese über den beiden Geschossen zieren die Fassade. Ein stark vorkragendes Trausgesims ruht auf Konsolen.
Der westliche, dreiachsige Putzbau wurde im Jahr 1866 als eingeschossiges Gebäude errichtet und im Jahr 1895 um ein Obergeschoss mit Pilastergliederung und niedriger Attika ergänzt. Der Rankenfries über dem Erdgeschoss und die ornamentalen Einfassungen der Türen und Fenster entsprechen denen des östlichen Teils des Doppelhauses.
Das Haus liegt im Kerngebiet des von der UNESCO als Weltkulturerbe anerkannten Stadtgebietes des Kulturgutes „Historische Altstädte Stralsund und Wismar“. In die Liste der Baudenkmale in Stralsund aus dem Jahr 1997 ist es mit der Nummer 254 eingetragen.